# Krčmy
Krčmy je malá vesnice, část městyse Čechtice v okrese Benešov. Nachází se asi 4,5 km na jihovýchod od Čechtic. V roce 2009 zde bylo evidováno 6 adres.
Krčmy leží v katastrálním území Černičí o výměře 7,42 km².

## Historie
První písemná zmínka o vesnici pochází z roku 1787.